# Музей Коньяк-Жэ
Музей Коньяк-Жэ (фр. Musée Cognacq-Jay) — музей в Париже. Содержит большей частью предметы французского искусства XVIII века, собранные основателями универмагов La Samaritaine.

## История
Основную часть коллекции собрали в 1900—1925 годах Эрнест Коньяк и его супруга Мари-Луиза Жэ (Marie-Louise Jay) — успешные предприниматели, основатели парижского магазина La Samaritaine. По завещанию Эрнеста Коньяка, после его смерти в 1928 году коллекция была передана городу.
Музей открылся в 1929 году. В 1990 году коллекция переместилась в Отель Донона — отреставрированный особняк времён Генриха II, построенный Медериком де Дононом, королевским бухгалтером и родственником Марии Медичи.
Экспозиция располагается на четырёх этажах, декорированных в стилях Людовика XV и Людовика XVI и содержит более 1200 предметов, среди которых картины, рисунки, скульптуры, мебель, предметы быта, керамика. В коллекции находятся полотна Шардена, Фрагонара, Буше, Ватто и других французских мастеров XVIII века.

## Практическая информация
Музей находится в 3-м округе Парижа, ближайшие станции метро — Saint-Paul, Chemin-Vert и Rambuteau.
Адрес музея: 8 rue Elzévir, 75003 Paris.
Время работы: вторник — воскресенье, 10:00 — 18:00.
Вход в музей (на постоянную экспозицию) - 9 евро (на 20.09.2024).